# Margarete Ersen-Rasch
Margarete Ingeborg Ersen-Rasch (* 16. Dezember 1941 in Leipzig; † 25. Juli 2017 in Frankfurt am Main) war eine deutsche Turkologin und Lehrbuchautorin.

## Leben
Ersen-Rasch machte zunächst eine Ausbildung zur Türkischübersetzerin und wurde 1961 beeidigt. Danach studierte sie Turkologie und Islamwissenschaften in Frankfurt. Von 1964 bis 2009 folgten Lehrtätigkeiten für Türkisch an Universitäten und Schulen in Frankfurt am Main, Mainz, Wiesbaden, Berlin, Kasan, Ufa und Nikosia.
1988 übersetzte sie gemeinsam mit Wanda Schmitt den Erzählband vom Yaşar Kemal Sarı Sıcak, der mit dem Titel Gelbe Hitze im Deutschen Taschenbuchverlag erschien.
1991 wurde von Barbara Kellner-Heinkele, die zuvor an der Goethe-Universität Frankfurt als Professorin für Islamwissenschaft und Turkologie tätig war, an der Freien Universität Berlin das Institut für Turkologie gegründet. Ersen-Rasch wechselte ebenfalls nach Berlin und war an diesem Institut bis zu ihrem Ruhestand im Jahr 2003 in Lehre und Forschung tätig.
Ersen-Rasch beschäftigte sich vor allem mit der Methodik und Didaktik des Sprachunterrichts und der Lehrmaterialentwicklung und leistete damit einen wichtigen Beitrag für das Institut. Sie unterrichtete zudem Tatarisch, Baschkirisch und Aserbaidschanisch.
Ihre 2001 veröffentlichte Türkische Grammatik für Anfänger und Fortgeschrittene widmete sie ihrem Mann Necdet Ersen und ihrem Sohn Hakan.
Nach 2003 betreute Ersen-Rasch als Lehrbeauftragte im Fachbereich Sprach- und Kulturwissenschaften der Goethe-Universität Frankfurt Sprachpraktische Übungen in Türkisch.
Ersen-Rasch veröffentlichte zahlreiche wissenschaftliche Abhandlungen, Grammatiken sowie Lehr- und Übungsbücher. Ihre Lehrbücher wurden zu Standardwerken an Schulen und Universitäten.

## Veröffentlichungen (Auswahl)
- Türkler için Almanca – Deutsch für Türken. Wiesbaden 1969 (gemeinsam mit Ernst Richter).
- Türkisch für Sie. Grammatik. Ismaning 1980.
- Güle Güle. Lehrbuchreihe. Ismaning 1998 (gemeinsam mit Heyrettin Seyhan).
- Türkische Grammatik für Anfänger und Fortgeschrittene. Ismaning 2001.
- Türkisch. Lehrbuch für Anfänger und Fortgeschrittene, Wiesbaden 2007.
- Tatarisch. Lehrbuch für Anfänger und Fortgeschrittene. Wiesbaden 2009.
- Baschkirisch. Lehrbuch für Anfänger und Fortgeschrittene. Wiesbaden 2009.
- Türkisch. Übungsgrammatik A1–C1, Wiesbaden 2010.
- Türkisch für Fortgeschrittene. Grammatik – Texte – Übungen B1–C1/C2. Wiesbaden 2011.
- Wie heißt eigentlich „eigentlich“ auf Türkisch? Partikeln und Modalwörter. Wiesbaden 2011 (gemeinsam mit Erdoğan Onası).
- Türkische Grammatik ausführlich und verständlich. Lernstufen A1 bis C2, Wiesbaden 2012.
- Yabancı dil olarak Türkçe dilbilgisi. Istanbul 2015 (gemeinsam mit Erdoğan Onası).